# Silly-en-Saulnois
Silly-en-Saulnois – miejscowość i gmina we Francji, w departamencie Mozela, w regionie Lotaryngia. Według danych na rok 2009 gminę zamieszkiwało 41 osób.